# アブロ・カナダ C-102 ジェットライナー

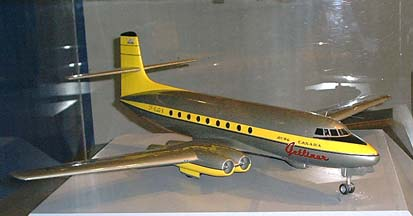
ジェットライナー（模型）

アブロ・カナダ C-102 ジェットライナー（Avro Canada Jetliner）は、カナダの航空機メーカーアブロ・カナダ社が試作した短距離用ジェット旅客機。アメリカ大陸初、世界でも2番目に飛行したジェット旅客機だったが、原型1機のみで量産されなかった。

## 概要
1946年にトランス・カナダ航空(TCA)が提起した、1,200m滑走路から発着可能な36席級の短中距離ジェット機案に対し、呼応したアブロ・カナダ社（イギリスのアブロ社の子会社）がカナダ政府の支援を受け、主任技師のジェームス・C.フロイドらによって英本社の前作チューダーを基に設計されたのが本機である。
第2次世界大戦中にドイツが先鞭を付けた後退翼の研究成果が、イギリスやカナダには伝わっていなかったこともあり、従来式の直線翼を用い、エンジンを主翼に垂下する形を採ったため、従来のレシプロ（ピストン）機と比較してパワーソース（推進装置）以外に大きな変化はなく、優速性も明確なものではなかったが、乗員の快適性が大幅に向上することが期待された。
当初計画ではロールス・ロイス社のエイヴォン軸流式ターボジェットエンジンの双発を予定していたが、当時のイギリスではアトリー (Clement Richard Attlee) 労働党政権が ロールス・ロイス ニーンをソ連に供与した事がスキャンダル化しており、民間旅客機用とはいえ開発中の最新鋭エンジンの機密流失に神経を尖らせていた。
エイヴォン自体の開発も難航していたため、1947年秋に同じロールス・ロイス製で実績豊かな遠心式のダーウェント Mk.V （後に Mk.VIII, XVII ）の4発に変更された。4発化によってエイヴォン双発案より合計推力で上回ったが、TCAはエンジン数が増えた分コストが上昇するとして発注をキャンセルしたため、アブロ･カナダは自力開発を余儀なくされた。
同時期にイギリスで開発が進められていたデハビランド コメット旅客機が、主に大西洋横断路線など長距離路線就航を目標にしていたのに対し、本機のような短中距離機でもアメリカ合衆国の東海岸の都市を結ぶ路線に適しているとの目論見があり、また大富豪ハワード・ヒューズからも仮発注を受けたことから、開発は続行された。
原型機(機体記号：CF-EJD-X)は、コメットの初飛行から13日後の1949年8月10日にトロントで初飛行した。改造機を除けば世界で2番目のジェット旅客機であり、この段階で英・加以外の各社では計画段階に留まっていた。8月16日の2回目の試験飛行で降着装置が故障して胴体着陸したが、修復して10月5日に初の公開飛行を実施した。
翌1950年4月11日にトロントとオタワ間を36分（平均時速673Km/h）で飛んだのに続き、トロントからニューヨーク間を世界初のジェット機による航空郵便運搬を行い、58分の記録を樹立しマンハッタンの大通りで乗務員は歓迎された。
しかし当時、ダグラス DC-3やDC-4などの大戦中の余剰機が、安価で軍から大量に放出され貨物需要を満たしており、高速ながら航続距離が短く、客室与圧装置も不十分で、しかも極めて高価な新造機では販売の見通しが薄いこと、冷戦勃発により同社で並行開発中の全天候ジェット戦闘機 CF-100 の実戦化が急がれたことなどの要因から、カナダ政府から1951年12月に計画中止が命じられ、原型2号機の製造もキャンセルされた。

## その後
1953年に試作機を借用したハワード・ヒューズは、カリフォルニア州カルバーシティーで自らジェットライナーの操縦桿を握り、その高速性と静粛性に魅了され、自分が実質的オーナーであったトランス・ワールド航空の花形路線である、ニューヨークとフロリダ避寒地の間の所要時間を大幅に短縮するため、先ず30機を発注し手付金を支払った。これにより計画再開が真剣に検討されたが、CF-100 の遅延を懸念するカナダ政府の横槍で頓挫した。
諦めないヒューズは、自国の航空機メーカー各社にジェットライナーのライセンス生産を持ち掛け、それも失敗に終わった後は、更に高速な旅客機の開発を打診した。これが後にコンベア880として具現化する。
1955年にTCAは、ターボプロップのヴィッカース ヴァイカウントを北米初のタービンエンジン推進旅客として就航させたため、前年コメットをフェリー飛行中の事故で喪失していたカナダ太平洋航空(CPA)は、TCAに手柄を奪われる形になった。TCAのヴァイカウントは1974年まで運用された。
ジェットライナーは社内で各種試験に用いられた後に退役し、1956年12月10日にカナダ国立研究機構（National Research Council）に寄贈されたが、収納スペース不足からコックピットを含む機首だけを保存することになり、同年12月13日にスクラップにされた。その結果、オタワにあるカナダ航空博物館には同機の機首だけが展示されている。

## 諸元
- 全幅: 29.9m
- 全長: 25.1m
- 高さ: 8.1m
- 機体重量: 16783kg
- 最大離陸重量: 29484kg
- 巡航速度: 676km/h
- 最大速度: 805km/h

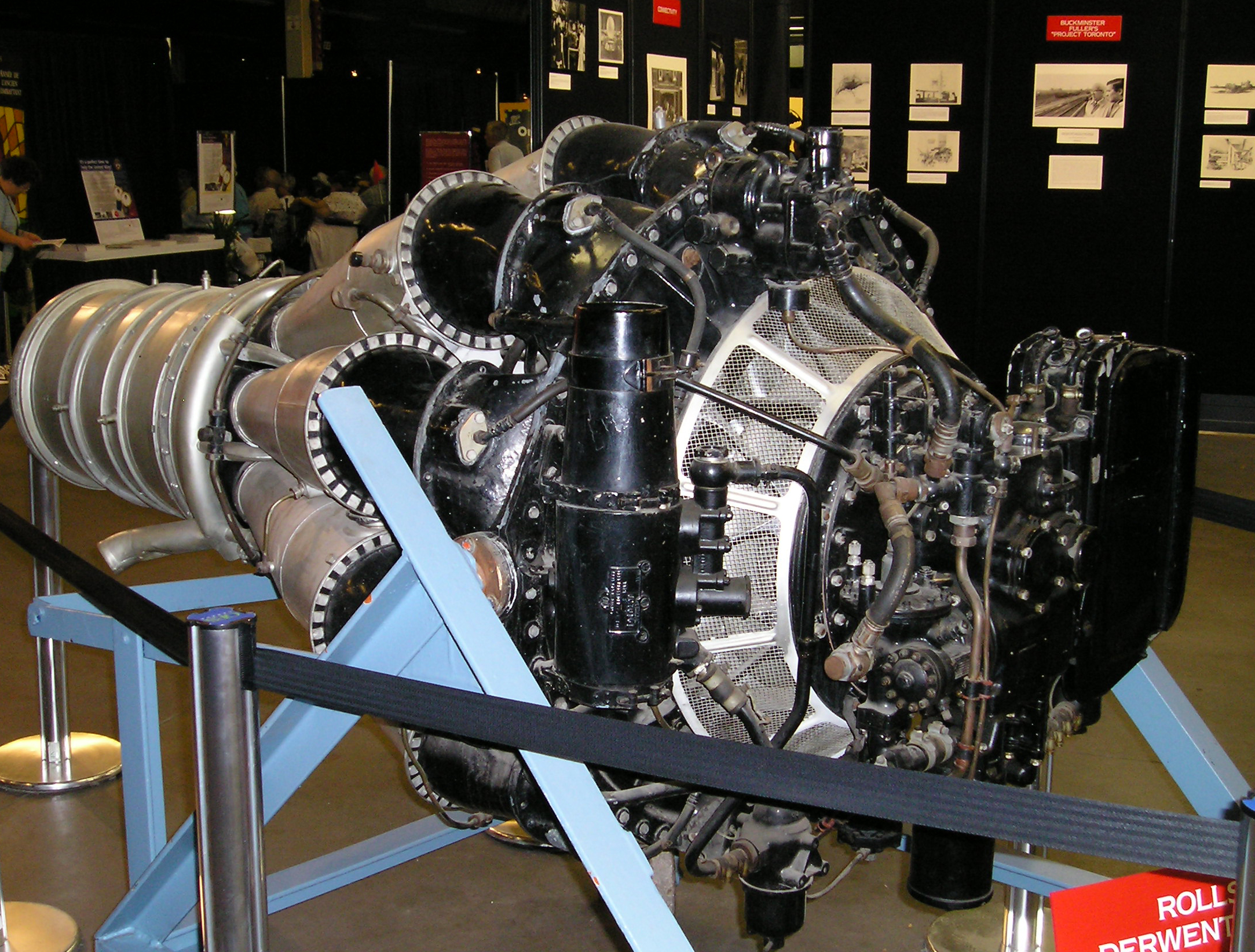
ジェットライナーに搭載されたダーウェント Mk.XVII エンジン

- 上昇率: 2,220フィート(677m) /分
- 最大飛行高度: 4万300フィート(12300m)
- 航続範囲: 1,250マイル(2000km)
- エンジン: ロールスロイス・ダーウェント Mk.V / XVII ターボジェットエンジン 4発 3,600lbf(16kN)